# 12399 Бартоліні
12399 Бартоліні (12399 Bartolini) — астероїд головного поясу, відкритий 19 липня 1995 року.
Тіссеранів параметр щодо Юпітера — 3,593.